# Амі Мікаллеф
Амі Мікаллеф (3 лютого 1998) — мальтійська плавчиня. Учасниця Чемпіонату світу з водних видів спорту 2017, де в попередніх запливах на дистанції 100 метрів брасом посіла 37-ме місце і не потрапила до півфіналів.